# Шарапово (Шатурский район)
Шара́пово — село в Шатурском муниципальном районе Московской области. Входит в состав Дмитровского сельского поселения. Население — 229 чел. (2010).

## Расположение
Село Шарапово расположено в юго-западной части Шатурского района, расстояние до МКАД порядка 128 км. Высота над уровнем моря 142 м.

## Название
В письменных источниках село упоминается как Шараповская, позднее Шарапово.
Название связано с некалендарным личным именем Шарап.

## История
Впервые упоминается в писцовой Владимирской книге В. Кропоткина 1637—1648 гг. как деревня Шараповская волости Вышелесский Остров Владимирского уезда. Деревня принадлежала Аристарху Гавриловичу Гайтурову и Григорию Титовичу Животову.
В 1844 году крестьяне деревни выкупили землю став вольными хлебопашцами.
В 1869 году из села Лелечи была перевезена деревянная церковь, деревня стала селом.
В 1870 году открыта школа (земское училище). Школа была основана сельским обществом, плата за учение не бралась. Обучение длилось 3 года. В 1886 году в школе обучалось 40 учеников (25 мальчиков и 15 девочек), все дети крестьян. В младшем отделении 17, в среднем 15 и в старшем 8 учеников. Учебный год длился 156 дней (с 24 сентября по 3 июня) по 5 учебных часов в день.
В 1882 году возведена каменная церковь Троицы Живоначальной, взамен старой деревянной.
После отмены крепостного права село вошло в состав Куплиямской волости.
С 1917 по 1922 год была отдельная Шараповская волость, с 1922 года в составе Середниковской волости.
В советское время село входило в Шараповский сельсовет.

## Население
| 1859 | 1868 | 1885 | 1905  | 1926 | 1970 |
| ---- | ---- | ---- | ----- | ---- | ---- |
| 571  | ↘568 | ↗846 | ↗1117 | ↘772 | ↘199 |
| 1993 | 2002 | 2006 | 2010  |      |      |
| ↗217 | ↘174 | ↗189 | ↗229  |      |      |

## Галерея
- Троицкий храм
- Сельское кладбище
- Дорожный указатель
- Поле у села